# 比罗斯芒杜斯
比罗斯芒杜斯（法語：Burosse-Mendousse）是法国比利牛斯-大西洋省的一个市镇，属于波城区（Pau）加尔兰县（Garlin）。该市镇总面积5.62平方公里，2009年时的人口为60人。

## 人口
比罗斯芒杜斯人口变化图示